# 乔·亚历山大
乔瑟夫·安东尼·亚历山大（1986年12月26日—），出生于臺灣高雄市，美国男子篮球运动员，场上位置為大前鋒。

## 早年
出生在臺灣高雄市的亚历山大，父親是美國人，繼母為臺灣人。他在家中排行第三，他的兩位兄長皆為他父親的第一任妻子所生。他的父亲任职于雀巢公司决策层，于20世纪80年代起担任雀巢公司大中华区高管，1988年，在两岁的时候回到了父家所在的美国马里兰州银泉市。
在八岁之时，由于他父亲所在雀巢公司的工作调动，举家迁往中国。乔随后在中国居住了六年（香港六个月，其余时间都在北京），因此他会说一口近乎流利的普通话，又由于其优异的语言天赋，他会说台語甚至粵语。乔居住在香港时期，他就读于位于大潭的香港国际学校。1996年前往北京，1996－2002年读于顺义区的国际学校，乔和他的两个哥哥开始打篮球，代表学校参加北京高中篮球联赛，并成为首位获得北京高中MVP的外国人。
乔·亚历山大返回美国后居住在马里兰州的Mt. Airy，在Linganore高中度过了最后一年。在起初階段，他在球队中发挥的作用很有限，基本是在板凳上度过的，但是在十二年级时，他已经可以得到场均14.8分，7.0个篮板和2.8次助攻，并为他赢得了莫诺卡西谷体育联盟切萨皮克区（Monocacy Valley Athlete League Chesapeake conference）的第一阵容。亚历山大在十二年级时成为了球队的队长并入选了弗雷德里克县第一阵容，当选Mt. Airy杂志年度最佳球员、2004年弗雷德里克杂志年度最佳球员，进入了弗雷德里克杂志和弗雷德里克新闻邮报评选出的第一阵容以及华盛顿邮报评选出的最佳阵容的荣誉。亚历山大在高中期间还创造了单赛季90个盖帽和58%的命中率两项校纪录。Linganore高中最終還成功獲得州冠軍。

## 大学时期
2007年，亚历山大转学进入西弗吉尼亞大學，并在次年爆发。到大三时，他已经能每场拿下16.9分6.4个篮板2.4次助攻。

## 职业生涯
2008年6月26日，亚历山大在NBA选秀第一轮第8顺位被密尔沃基雄鹿选中。在2008年NBA夏季联赛中，亚历山大在首发的全部5场季前赛中得到了场均9.2分，3.6个篮板和1.2次盖帽。
2008年10月28日，亚历山大代表公鹿隊參加了第一場NBA正式比賽，在客場作戰，對手是芝加哥公牛。
亚历山大在NBA08-09赛季所有的新秀中锋当中排名第三，仅次于格雷格·奥登和布鲁克·洛佩兹。
2010年6月18日，亚历山大被密尔沃基雄鹿交易至芝加哥公牛，並且將以往穿著的背號由11號改為20號。在公牛隊期間一度成為NBA進步最快球員獎最有力的競爭著，並協助隊友德里克·羅斯當選NBA年度最佳球員。
2011年8月1日，由於NBA勞資糾紛停擺，亚历山大暫時離開NBA，轉入PBL，和薩馬拉紅翼签约，代表該隊參加了2011年10月至11月的全部賽事。2011年12月，NBA停擺結束，亚历山大告別PBL，返回NBA，回歸芝加哥公牛。
2012年7月20日，亚历山大合約到期，轉會和新奥尔良黃蜂簽約。
2013年9月28日，亚历山大被新奥尔良黃蜂交易至金州勇士。
2014年12月25日，亚历山大與特拉維夫馬卡比簽約。2015年2月11日，亚历山大向隊友表示其外祖父為猶太人。8月3日，亚历山大與薩沙里發電機簽約。取得以色列國籍以後，亚历山大於2016年8月3日與特拉維夫馬卡比簽約，能以以色列球員身分參加聯賽。2017年7月22日，霍隆夏普爾宣布簽下亚历山大。2018年8月24日，亚历山大與貝西克塔什簽約。2019年11月11日，亚历山大與ESSM勒波泰勒簽約。12月29日，亚历山大與霍隆夏普爾簽約。
2020年8月13日，亚历山大加盟伊羅尼納哈里亞。2021年3月23日，韓國籃球聯賽全州KCC宙斯盾宣布簽下亚历山大頂替受傷的泰勒·戴維斯。5月24日，亚历山大重返霍隆夏普爾。10月11日，里雄萊錫安馬卡比宣布簽下亚历山大。2023年2月5日，亚历山大加盟海法馬卡比。2023年12月，亚历山大與耶路撒冷夏普爾簽下臨時合約。

## 生涯數據統計

### NBA

#### Regular season
| 賽季     | 球隊         | GP | GS | MPG  | FG%  | 3P%  | FT%  | RPG | APG | SPG | BPG | PPG |
| -------- | ------------ | -- | -- | ---- | ---- | ---- | ---- | --- | --- | --- | --- | --- |
| 2008–09  | 密爾瓦基公鹿 | 59 | 0  | 12.1 | .416 | .348 | .699 | 1.9 | .7  | .3  | .5  | 4.7 |
| 2009–10  | 芝加哥公牛   | 8  | 0  | 3.6  | .167 | .000 | .667 | .6  | .3  | .1  | .1  | .5  |
| 職業生涯 |              | 67 | 0  | 11.1 | .410 | .340 | .698 | 1.8 | .7  | .2  | .4  | 4.2 |

### Euroleague
| 賽季     | 球隊           | GP | GS | MPG  | FG%  | 3P%  | FT%  | RPG | APG | SPG | BPG | PPG  |     |
| -------- | -------------- | -- | -- | ---- | ---- | ---- | ---- | --- | --- | --- | --- | ---- | --- |
| 2014–15  | 特拉維夫馬卡比 | 15 | 0  | 11.9 | .472 | .412 | .917 | 2.2 | .5  | .1  | .4  | 4.5  | 3.9 |
| 2015–16  | 迪納摩薩薩里   | 9  | 4  | 26.5 | .366 | .304 | .862 | 4.9 | .8  | .4  | 1.4 | 10.9 | 9.6 |
| 2016–17  | 特拉維夫馬卡比 | 17 | 5  | 11.0 | .474 | .636 | .778 | 1.5 | .4  | .2  | .2  | 3.8  | 2.9 |
| 職業生涯 |                | 15 | 0  | 11.9 | .472 | .412 | .917 | 2.2 | .5  | .1  | .4  | 4.5  | 3.9 |

## 外部連結
- 乔·亚历山大在fiba.basketball（英语）
- 乔·亚历山大在NBA官網（英语）
- 乔·亚历山大在NBA G聯盟官網（英语）
- 乔·亚历山大在歐洲籃球聯賽官網（英语）
- 乔·亚历山大在TBLStat.net（英语）
- 乔·亚历山大在韓國籃球聯賽官網（英语）
- 乔·亚历山大在Basketball-Reference.com（NBA）（英语）
- 乔·亚历山大在Basketball-Reference.com（NBA G聯盟）（英语）
- 乔·亚历山大在Basketball-Reference.com（國際）（英语）
- 乔·亚历山大在Sports-Reference.com（NCAA）（英语）
- 乔·亚历山大在Eurobasket.com（球員）（英语）
- 乔·亚历山大在Proballers（英语）
- 乔·亚历山大在RealGM（英语）